# Jubbada Hoose
Jubbada Hoose ou Jubbada Hōse (Baixo Juba ) é uma região administrativa (gobol) no sul da da Somália. Com capital em Kismayo, situa-se na região autónoma de Jubalândia.
Durante a guerra civil da Somália, a Aliança do Vale de Juba controlou a região até a mesma tornar-se um reduto da União dos Tribunais Islâmicos, razão pela qual os Estados Unidos bombardearam alvos em Janeiro de 2007. Em 2008, o controle da região foi dividido entre islamistas e clãs locais, alguns dos quais eram leais ao Governo Federal de Transição da Somália. 
Em 2010-2011 a região estava sob o controle do al-Shabaab. Porém, a partir do outono de 2011, durante a Operação Linda Nchi, as forças do al-Shabaab foram em grande parte expulsas e, no outono de 2012, a cidade de Kismayo foi libertada.
Desde 2014, o Baixo Juba é formalmente parte da entidade autônoma de Jubalândia, que assinou um acordo com o Governo Federal da Somália.